# Chalybea
Chalybea är ett släkte av tvåhjärtbladiga växter. Chalybea ingår i familjen Melastomataceae.
Kladogram enligt Catalogue of Life:
| Chalybea | \| \| Chalybea corymbifera \| \| \| \| \| \| Chalybea peruviana \| \| \| \| |
|          | \| \| Chalybea corymbifera \| \| \| \| \| \| Chalybea peruviana \| \| \| \| |
|          | Chalybea corymbifera                                                        |
|          |                                                                             |
|          | Chalybea peruviana                                                          |
|          |                                                                             |